# Барбуда
Барбуда (енгл. Barbuda) је острво у источном делу Кариба које је у саставу државе Антигве и Барбуде. Броји популацију од 1.638 становника (према попису из 2011. године), од којих већина живи у граду Кодрингтон који је и административно средиште острва.

## Положај
Барбуда се налази северно од острва Антигва, у средини Острва заветрине. На југу су острва Монсерат и Гваделуп, на западу и северозападу су Невис, Свети Китс, Сен Бартелеми и Свети Мартин.

## Географија
Укупна површина острва је 160,56 км ². Главни и највећи град је Кодрингтон, са становништвом од око 1000 људи. Острво је углавном од корала и кречњака. Највиша тачка је само 38м надморске висине. Клима је тропска приморска, што значи да нема великих сезонских варијација температуре.

## Историја
Први древни становници острва били су Сибонеји 2400 година п. н. е., али са доласком Кристофера Колумба 1493. године, острво су населили Араваки и Карипски Индијанци. Прва насеља Европљана била су шпанска и француска, али тек доласком Енглеза 1666. острво је постало колонија.
Од 1685. године Барбуда је закупу браће Кодрингтон, који основају истоимени град. Породица се бавила пољопривредом, али и превезом робова који су служили за рад за њиховим пољима. Забележено је више побуна робова, да би тек 1834. били сви ослобођени.

## Занимљивости и туризам
Барбуда је дом за птице фрегати којих највише има у Кодрингтонској лагуни.
Клима и географија Барбуде је врло погодна за туризам. Многи туристи су привучени плажама острва. Активности обухватају пливање, роњење, пецање, планинарење, посматрање птица, и голф. Острво посједује неколико туристичких насеља.